# Demian (Bonelli)
Demian è il personaggio dei fumetti protagonista dell'omonima serie a fumetti creata da Pasquale Ruju con le copertine di Alessandro Poli e pubblicata dal 12 maggio 2006 (con un'anteprima a marzo) a ottobre 2007 da Sergio Bonelli Editore. È la seconda miniserie, dopo l'esperimento di Brad Barron, realizzata dalla Bonelli.

## Biografia del personaggio
Demian è un giustiziere che faceva parte di una casta di cavalieri giunta dall'antichità fino ai giorni nostri fondati da Lancillotto, uno dei cavalieri della Tavola Rotonda e antenato del protagonista. Combatte la criminalità della sua città. Dopo la perdita della sua compagna, narrata nel primo episodio della serie in un flashback, decide di simulare la propria morte nel tentativo di sfuggire al proprio destino. Dopo la morte della sua amata Virginie il dolore lo costringe a lasciarsi morire, ma quando nell'assalto dei malavitosi colpiscono Edmond e Viviane, quasi dei genitori per lui, Demian ritorna. Salva le persone, le redime, le rende capaci di vivere sulle loro gambe. Torna ad essere un cavaliere.
Le avventure di Demian sono ambientate nei vicoli e nei bassifondi della Marsiglia dei nostri giorni ma non mancano trasferte nell'entroterra francese o in altre località spagnole, corse o dell'Africa Settentrionale o mediorientali

### Comprimari
- Il fedele amico Gaston Velasco, contrabbandiere, abile a menare le mani e caratterizzato da una morale piuttosto rigida
- Marie, figlia di Gaston Velasco, ufficiale di polizia, attratta dal protagonista.

## Storia editoriale
Le avventure di Demian sono uscite mensilmente nel consueto formato tipico delle pubblicazioni bonelliane ma con una foliazione maggiore di 128 pagine. Dopo la conclusione della serie sono stati pubblicati degli albi della serie speciali con periodicità semestrale una foliazione di più di 224 pagine ed edita per quattro numeri.

### Elenco serie mensile
| Nr. | Titolo                   | Pubblicato nel | Soggetto      | Sceneggiatura | Disegni                                  | Copertina       |
| --- | ------------------------ | -------------- | ------------- | ------------- | ---------------------------------------- | --------------- |
| 1   | Il ricordo e la vendetta | maggio 2006    | Pasquale Ruju | Pasquale Ruju | Luigi Piccatto e Giorgio Sommacal        | Alessandro Poli |
| 2   | La nave fantasma         | giugno 2006    | Pasquale Ruju | Pasquale Ruju | Luigi Siniscalchi                        | Alessandro Poli |
| 3   | La nube nera             | luglio 2006    | Pasquale Ruju | Pasquale Ruju | Fabrizio Busticchi e Luana Paesani       | Alessandro Poli |
| 4   | Morte a Barcellona       | agosto 2006    | Pasquale Ruju | Pasquale Ruju | Fabio Valdambrini                        | Alessandro Poli |
| 5   | Una cascata di diamanti  | settembre 2006 | Pasquale Ruju | Pasquale Ruju | Carlo Bellagamba (Giéz)                  | Alessandro Poli |
| 6   | La sindrome di Stoccolma | ottobre 2006   | Pasquale Ruju | Pasquale Ruju | Fabrizio Busticchi e Luana Paesani       | Alessandro Poli |
| 7   | La Stella di Algeri      | novembre 2006  | Pasquale Ruju | Pasquale Ruju | Alberto Castiglioni                      | Alessandro Poli |
| 8   | Yakuza!                  | dicembre 2006  | Pasquale Ruju | Pasquale Ruju | Luigi Siniscalchi                        | Alessandro Poli |
| 9   | La pista degli sciacalli | gennaio 2007   | Pasquale Ruju | Pasquale Ruju | Giéz                                     | Alessandro Poli |
| 10  | La montagna insanguinata | febbraio 2007  | Pasquale Ruju | Pasquale Ruju | Luigi Piccatto e Giorgio Sommacal        | Alessandro Poli |
| 11  | Vite spezzate            | marzo 2007     | Pasquale Ruju | Pasquale Ruju | Fabrizio Busticchi e Luana Paesani       | Alessandro Poli |
| 12  | Fraternité               | aprile 2007    | Pasquale Ruju | Pasquale Ruju | Antonio Amodio                           | Alessandro Poli |
| 13  | Sulle strade di Parigi   | maggio 2007    | Pasquale Ruju | Pasquale Ruju | Walter Venturi                           | Alessandro Poli |
| 14  | Fantasmi del passato     | giugno 2007    | Pasquale Ruju | Pasquale Ruju | Fabio Valdambrini                        | Alessandro Poli |
| 15  | Le Loup                  | luglio 2007    | Pasquale Ruju | Pasquale Ruju | Alberto Castiglioni                      | Alessandro Poli |
| 16  | Giorni di guerra         | agosto 2007    | Pasquale Ruju | Pasquale Ruju | Alberto Castiglioni                      | Alessandro Poli |
| 17  | Scelte sbagliate         | settembre 2007 | Pasquale Ruju | Pasquale Ruju | Lito Fernandez                           | Alessandro Poli |
| 18  | L'ultima ora             | ottobre 2007   | Pasquale Ruju | Pasquale Ruju | Maurizio Di Vincenzo e Cristiano Spadoni | Alessandro Poli |

### Elenco serie specialeannuale
| Nr. | Titolo              | Pubblicato nel | Soggetto      | Sceneggiatura | Disegni                               | Copertina       |
| --- | ------------------- | -------------- | ------------- | ------------- | ------------------------------------- | --------------- |
| 1   | Uomini d'oro        | maggio 2010    | Pasquale Ruju | Pasquale Ruju | Alberto Castiglioni e Alessandro Poli | Alessandro Poli |
| 2   | Ritorno a Marsiglia | novembre 2010  | Pasquale Ruju | Pasquale Ruju | Busticchi & Paesani                   | Alessandro Poli |
| 3   | Senza tregua        | maggio 2011    | Pasquale Ruju | Pasquale Ruju | Busticchi & Paesani                   | Alessandro Poli |
| 4   | Debito di sangue    | novembre 2012  | Pasquale Ruju | Pasquale Ruju | Walter Venturi e Alberto Castiglioni  | Alessandro Poli |